# باشگاه فوتبال تاروک
باشگاه فوتبال تاروک (به انگلیسی: Thurrock Football Club) یک باشگاه فوتبال در شهر آولی، کشور انگلستان است که در سال ۱۹۸۴ میلادی تأسیس شده‌است.